# Enrico Bassi
Enrico Bassi (1967) è un compositore, musicista e turnista italiano.

## Discografia

### Album
- 1988 - Qprika (Musicassetta - Autoproduzione)[1]
- 1993 - Qprika (Domino Records)[2]
- 1995 - L'Eclisse del Mare (Domino Records)[2]
- 1999 - Ascending Descending (Domino Records)[3]
- 2000 - Ascending Descending 2 (Domino Records)[4]
- 2001 - Ascending Descending 3 (Domino Records)[5]
- 2004 - Scandinavia (OST - Unofficial Release)
- 2005 - 71-10-21N (Novalia Records)
- 2007 - Mystery Experience (Novalia Records)
- 2008 - Sinextesy Exultet (Novalia Records)
- 2009 - Novalia Electronic Pop Music Corporation (Compilation - Novalia Records)
- 2009 - Novalia Electronic Pop Music Corporation VOL 2 (Compilation - Novalia Records)
- 2009 - The Wind in the Willows & other stories (Novalia Records)
- 2010 - Voleet Dance Session (Novalia Records)
- 2010 - Hippo Park - Live (Novalia Records)
- 2011 - Novalia Electronic Pop Music Orchestra 2001-2011 (Compilation - Novalia Records)
- 2011 - House Of Betrayal (OST - Novalia Records)
- 2013 - Libera Musiko Viro Potenco (4 X LP Box Set - Novalia Records)
- 2013 - Troposphare (AEMP Switzerland)
- 2014 - Optocoupler Isolator (AEMP Switzerland)
- 2015 - Organ with Obbligati (AEMP Switzerland)
- 2015 - Ab Origine Fama (AEMP Switzerland)
- 2016 - Return to earth (AEMP Switzerland)
- 2017 - 1997-2017 Aspects (16 X CD Box Set - Novalia Records)
- 2017 - Mikrokosmos Paradoxus (Novalia Records)
- 2018 - Complete Organ Works (5 X CD Box Set - Novalia Records)